# La leyenda mágica de los Leprechauns
La leyenda mágica de los Leprechauns -en la versión original The magical legend of the Leprechauns- es una película para televisión de 1999 dirigida por John Henderson y protagonizada por Randy Quaid.

## Sinopsis
El neoyorquino Jack Woods (Randy Quaid) viaja a Irlanda por asuntos de trabajo, mientras tanto se desarrollan increíbles aventuras entre los Leprechauns y las Hadas Mariposa.

## Reparto
- Randy Quaid - Jack Woods
- Whoopi Goldberg - Gran Banshee
- Roger Daltrey - Rey Boric
- Colm Meaney - Seamus Muldoon
- Kieran Culkin - Barney O'Grady
- Zoë Wanamaker - Mary Muldoon
- Daniel Betts - Mickey Muldoon
- Orla Brady - Katheleen Filzpatrick
- Caroline Carver - Princesa Jessica
- Frank Finlay - General Bulstrode
- Phyllida Law - Lady Margaret